# Département Bouches-du-Rhin

Landkarte der Départements in der heutigen Benelux-Region

Das Département des Bouches-du-Rhin (deutsch Departement der Rheinmündungen; niederländisch Departement van de Monden van de Rijn) war ein von 1810 bis 1813 zum französischen Staat gehörendes Département. Benannt war es nach dem Mündungsgebiet des Rheins, umfasste aber nur einen Teil davon.

## Geschichte
Vor 1790 gehörte das Gebiet des Departements zur Republik der Vereinigten Niederlande, es umfasste den südlich der Waal liegenden Teil der historischen Provinz Gelderland und die Osthälfte von Noord-Brabant. Im Zusammenhang mit der Revolution in Frankreich (1789) und dem ersten Revolutionskrieg (1792–1797) war 1795 in den nördlichen Niederlanden die Batavische Republik entstanden. 1806 ging diese in das Königreich Holland auf, das von Napoleons Bruder Louis Bonaparte regiert wurde.
Louis trat am 16. März 1810 in einem zu Paris geschlossenen Vertrag „Nordbrabant, Zeeland mit Einschluss der Insel Schouwen sowie Geldern auf der linken Seite der Waal“ an Frankreich ab, sodass nun die Grenze zwischen Holland und Frankreich durch den Talweg der Waal von der Schenkenschanz an bis zum Meer gebildet wurde. Mit Senatsbeschluss vom 24. April 1810 wurde aus dem Gebiet das neue Departement der Rheinmündungen gebildet, der westliche Teil wurde dem Departement der beiden Nethen zugeschlagen.
Entsprechend der französischen Verwaltungsgliederung war das Departement in Arrondissements, Kantone und Gemeinden untergliedert. Die Kantone waren zugleich Friedensgerichtsbezirke.
Nach der Niederlage Napoleons in der Völkerschlacht bei Leipzig (Oktober 1813) kam das Land im Dezember 1813 in den Besitz von Wilhelm von Oranien-Nassau. Aufgrund der auf dem Wiener Kongress (Juni 1815) getroffenen Vereinbarungen kam das Gebiet zum neuen Königreich der Niederlande. Im August 1815 wurde dieses in Provinzen eingeteilt, wobei das Gebiet des Departements der Rheinmündungen bis zur Maas sowie das 1810 zum Departement Deux Nethes umgegliederte Territorium zur heutigen Provinz Noord-Brabant wiedervereinigt wurde; das bis 1810 zu Geldern gehörende Territorium nördlich der Maas wurde wieder der Provinz Gelderland angegliedert.

## Gliederung
Hauptort (chef-lieu) des Departements bzw. Sitz der Präfektur war die Stadt ’s-Hertogenbosch (auch Den Bosch; franz. Bois-le-Duc). Es war in drei Arrondissements und 21 Kantone eingeteilt:
| Arrondissement          | Hauptorte der Kantone, Sitz der Friedensgerichte                               |
| ----------------------- | ------------------------------------------------------------------------------ |
| Den Bosch (Bois-le-Duc) | ’s-Hertogenbosch, Bommel, Boxtel, Heusden, Oisterwijk, Oss, Tilburg, Waalwijk, |
| Eindhoven               | Asten, Eindhoven, Gemert, Helmond, Hilvarenbeek, Oirschot, Sint-Oedenrode      |
| Nijmegen (Nimègue)      | Boxmeer, Druten, Grave, Nijmegen, Ravenstein, Wijchen                          |

Das Departement hatte eine Fläche von 4.814 Quadratkilometern und im Jahr 1813 insgesamt 257.580 Einwohner.